# Арифметичне кодування
Арифмети́чне кодува́ння — один з алгоритмів ентропійного стиснення.
На відміну від алгоритму Хаффмана, не має жорсткої постійної відповідності вхідних символів — групам біт вихідного потоку. Це дає алгоритму більшу гнучкість у поданні дробових частот появи символів.
Як правило, перевершує алгоритм Хаффмана за ефективністю стиснення, дозволяє стискати дані з ентропією, меншою 1 біта на кодований символ, але деякі версії мають патентні обмеження від компанії IBM.